# Специальные судебные палаты и специализированная прокуратура по Косову
Д
Специальные судебные палаты и специализированная прокуратура по Косову (англ. Kosovo Specialist Chambers and Specialist Prosecutor's Office, сокращённо англ. KSC & SPO; алб. Dhomat e Specializuara dhe Zyra e Prokurorit të Specializuar të Kosovës; серб. Косовска специјализована већа и Канцеларија специјалног тужилаштва), также Специальный суд по Косову — смешанный судебный орган, созданный Республикой Косово совместно с Европейским союзом для уголовного преследования бывших членов Армии освобождения Косова (АОК), причастных к совершению военных преступлений и преступлений против человечности во время Косовской войны.
Структурно Специальный суд по Косову является частью судебной системы Республики Косово и к международным судебным органам не относится. При этом он полностью независим от любых национальных судов Косова и имеет преимущественное право на рассмотрение всех уголовных дел и конституционных жалоб в рамках своей предметной компетенции. В целях обеспечения независимости деятельности, а также для безопасности свидетелей и персонала судебные разбирательства проходят в Гааге, где расположена его постоянная резиденция. Также одним из условий независимости суда является то, что он полностью укомплектован международными судьями.
С 2017 года председателем суда является болгарский юрист Екатерина Трендафилова, до этого занимавшая должность судьи Международного уголовного суда.
Среди высокопоставленных обвиняемых президент частично признанной Республики Косово Хашим Тачи и бывший спикер парламента Кадри Весели.

## Создание
В 2008 году бывший главный прокурор Международного трибунала по бывшей Югославии Карла дель Понте обнародовала информацию, что члены Армии освобождения Косова причастны к преступлениям по торговле человеческими органами, вырезанными у сербских пленных, а также в совершении других преступлений на территории Косова. Парламентская Ассамблея Совета Европы в 2008 году начала расследование по указанным обстоятельствам под руководством депутата Дика Марти. 12 декабря 2010 года Дик Марти на заседании комитета Совета Европы по юридическим вопросам и правам человека в Страсбурге представил доклад, в котором обвинил одного из главарей АОК Хашима Тачи в торговле человеческими органами. Согласно докладу, главную роль в этой торговле играл бывший начальник медицинской службы АОК Шарип Муджа, позднее ставшим политическим советником Хашима Тачи. При этом в спецдокладе имя Хашима Тачи упоминается 27 раз на 27 страницах. Он и другие члены «Дреницкой группы» постоянно называются главными игроками в разведывательных докладах о косовских структурах организованной преступности. «Дреницкая группировка» занималась заказными убийствами, контрабандой оружия, наркотиков и человеческих органов на территории Восточной Европы, а донорами были сербские военнопленные. После этого Евросоюз и его гражданская миссия в Косове начали сбор доказательств.
Специальная следственная группа (SITF) при Специальной прокуратуре по Косову в 2014 году пришла к выводу о наличии достаточных доказательств для судебного преследования лиц, причастных к названным преступлениям. Под давлением ЕС и США в августе 2015 года Парламент Косова соглашается внести поправки в конституцию, позволяющие создать специальный суд в рамках судебной системы Косова. В тот же день был принят закон о создании специальных судебных палат и прокуратуры, которые должны заседать за границей, чтобы обеспечить адекватную защиту свидетелей и гарантировать независимость судей.
Уже, начиная с 2014 года, Европейская служба внешних связей (англ. EEAS) запрашивала у Нидерландов возможность размещения в Гааге такого суда. Нидерланды согласились разместить у себя специальный суд при условии включения в законодательство Косова прочной правовой основы для создания суда, закрепления высоких международных стандартов уголовного судопроизводства, кроме того Нидерланды должны быть освобождены от любых расходов в связи с созданием и функционированием суда, а осуждённые лица не должны отбывать наказание на территории Нидерландов. 26 января 2016 года между Нидерландами и Косовом был заключен временный договор, который позволил создать в Нидерландах Перемещенное специализированное судебное учреждение по Косову (KRSJI). 15 февраля 2016 года подписан окончательный договор между Нидерландами и Косовом, в котором были достигнуты договоренности о взаимоотношениях между Нидерландами как принимающей страной Специального суда по Косову. Заключительный договор заменил временный договор с 1 января 2017 года и с этого времени суд официально начал свою правоохранительную деятельность.
Финансирование, организация деятельности и контроль за работой суда осуществляется Европейским союзом совместно с другими странами-донорами (Канада, Норвегия, Швейцария, Турция и США).

## Структура
Специальные судебные палаты включают в себя 4 судебные палаты, интегрированные в существующую судебную систему Косова, и собственный секретариат, штат которого полностью состоит из иностранных сотрудников. Специальные палаты созданы в суде первой инстанции Приштины, Апелляционном суде, Верховном суде Косова и Конституционном суде Косова. Все они территориально располагаются в Гааге и включают в себя исключительно международных судей, отбираемых и назначаемых главой миссии ЕВЛЕКС.
Специализированная прокуратура состоит из Специальной следственной группы (SITF), ранее проводившей расследование. Персонал Прокуратуры, в который входят прокуроры, следователи, аналитики, специалисты по безопасности, специалисты по защите свидетелей и вспомогательный персонал являются гражданами либо государства-члена ЕС, либо одной из пяти стран, не входящих в ЕС: Канады, Норвегии, Швейцарии, Турции и США.

## Юрисдикция
Юрисдикция суда ограничена преступлениями, совершенными в Косове в период с 1 января 1998 года по 31 декабря 2000 года против гражданского населения. Суд обладает юрисдикцией преследовать в судебном порядке за совершение преступлений против человечности и военные преступления на основе обычного международного права, а также преступлений в соответствии с уголовным законодательством, действовавшим в указанный период времени на территории Косова (Уголовный кодекс СФРЮ, уголовные законы автономного края Косово). Кроме того, суд также может рассматривать некоторые преступления в соответствии с действующим Уголовным кодексом Косова. Юрисдикция суда имеет приоритет над всеми другими судами Косова.

## Список обвиняемых лиц
| Имя           | Обвинение предъявлено | Преступления против человечности | Военные преступления | Преступления по уголовному законодательству Косова | Переданы суду    | Текущий статус                                                                                      | Обвинительное заключение |
| ------------- | --------------------- | -------------------------------- | -------------------- | -------------------------------------------------- | ---------------- | --------------------------------------------------------------------------------------------------- | ------------------------ |
| Салих Мустафа | 12 июня 2020          | —                                | 4                    | —                                                  | 24 сентября 2020 | 10 сентября 2024 после апелляционного процесса приговорен к 15 годам заключения; отбывает свой срок | [ 15 ]                   |
| Якуп Красничи | 26 октября 2020       | 6                                | 4                    | —                                                  | 4 ноября 2020    | Суд начался 3 апреля 2023 и продолжается на данный момент                                           | [ 17 ]                   |
| Реджеп Селими | 26 октября 2020       | 6                                | 4                    | —                                                  | 5 ноября 2020    | Суд начался 3 апреля 2023 и продолжается на данный момент                                           | [ 17 ]                   |
| Хашим Тачи    | 26 октября 2020       | 6                                | 4                    | —                                                  | 5 ноября 2020    | Суд начался 3 апреля 2023 и продолжается на данный момент                                           | [ 17 ]                   |
| Кадри Весели  | 26 октября 2020       | 6                                | 4                    | —                                                  | 5 ноября 2020    | Суд начался 3 апреля 2023 и продолжается на данный момент                                           | [ 17 ]                   |